# 정찬선
정찬선(鄭燦先, 1889년 1월 27일 ~ ?)은 일제강점기의 관료로, 본적은 평안북도 안주군 주북면이다.

## 생애
1909년 수원농림학교 수의학 속성과를 졸업했으며, 1910년 10월 1일 함경북도 기수로 임명되었다. 1912년 4월 황해도 내무부 권업계에서 근무했고, 1918년 10월 판임관 견습생 시험에 합격했다.
1919년 2월 17일 황해도 서기로 임명되었으며, 1919년 8월 22일부터 1924년까지 황해도 기수 겸 속(屬)으로 근무했다. 1924년부터 1941년까지 황해도 은율군수(1924년 10월 24일 ~ 1925년)와 신천군수(1926년), 곡산군수(1926년 8월 7일 임명), 재령군수(1927년 10월 28일 임명), 연백군수(1930년 4월 28일 임명), 황주군수(1936년 6월 30일 임명), 송화군수(1939년 1월 24일 ~ 1941년 3월 31일)를 차례로 역임했다.
1925년 9월 매일신보사 신천분국 고문을 역임했으며, 1929년 6월 조선박람회 황해도협찬회 신천지부장으로 위촉되었다. 1928년 11월 16일 일본 정부로부터 쇼와대례기념장, 1931년 7월 11일 훈6등 서보장, 1932년 10월 1일 조선 쇼와 5년 국세 조사 기념장, 1936년 훈5등 서보장을 받았고 1935년 10월 1일 조선총독부로부터 시정 25주년 기념표창 및 은배 1조를 받았다.
황해도 황주군수와 송화군수 재직 시절 군용물자 조달 및 공출, 군인 및 유가족 위문 및 원호, 국방사상 보급 및 선전, 국채 소화 및 저축 장려, 국방헌금 및 애국기 헌납자금 모집에 관한 업무를 수행했으며, 고등관 3등과 정5위에 서위되었다.
민족문제연구소의 친일인명사전 수록자 명단의 관료 부문, 친일반민족행위진상규명위원회가 발표한 친일반민족행위 705인 명단에 포함되었다.

## 참고 자료
- 친일반민족행위진상규명위원회 (2009). 〈정찬선〉. 《친일반민족행위진상규명 보고서 Ⅳ-16》. 서울. 479~486쪽.